# エヴォリューション トイ
株式会社エヴォリューション トイ（EVOLUTION・TOY）は日本のフィギュア、玩具などの企画・制作（原型製作）販売、輸出入を行っているメーカー。

## 概要
マジンガーZシリーズを中心に80年代に人気のあったアニメや特撮のロボット・フィギュアをプロデュースするメーカー。主力商品である「ダイナマイトアクション！」シリーズの他、ガレージキットとして半完成品の形で発売されている「ダイナマイトアクションGK!」シリーズ、アニメに出てくるメカを再現した「メタル・アクション」シリーズなどがある。宮沢模型とコラボして、とてもマイナーなキャラやアイテムを限定生産・販売することもある。
また軟質成型で感触も楽しめる「ふるプニっ！フィギュア」シリーズや、おジャ魔女どれみシリーズからはじまったアクション・フィギュア、「プチぷりちぃーフィギュア」シリーズをリリースしている。

## 主な商品
- ダイナマイトアクション！シリーズ
- No.1 鋼鉄ジーグ（鋼鉄神ジーグ）
- 鋼鉄ジーグ　宮沢模型限定クリアカラーバージョン
- 鋼鉄ジーグ　限定ブラックカラーバージョン
- EX   鋼鉄ジーグ　マリンパーツ（鋼鉄神ジーグ）
- EX   鋼鉄ジーグ　スカイパーツ（鋼鉄神ジーグ）
- EX　 鋼鉄ジーグ (先代)（鋼鉄神ジーグ）
- No.2 ガイキング（大空魔竜ガイキング）
- ガイキング 限定メッキカラー版
- ガイキング 限定ブラックカラー版
- No.3 鋼鉄ジーグ（新）（鋼鉄神ジーグ）
- 鋼鉄ジーグ（新）with バルバ（鋼鉄神ジーグ）
- 鋼鉄ジーグ（新）　宮沢模型限定ブラックカラー版
- 鋼鉄ジーグ（新）with バルバ　宮沢模型限定ブラックカラー版
- No.4 鉄人28号 （太陽の使者　鉄人28号）
- No.5 マッハバロン （スーパーロボット　マッハバロン）
- マッハバロン 限定メタリックカラー版
- No.6 アトランジャー（合体ロボットアトランジャー）
- EX 　アトランジャーエース （合体ロボットアトランジャー）
- No.7 鉄人２８号  （鉄人28号）
- 鉄人２８号 限定白黒カラー版
- カロリア鉄人
- No.8 ポセイドン （バビル2世）
- No.9 アルベガス （光速電神アルベガス）
- No.10 ゲッター１ （新ゲッターロボ）
- No.11 アトランジャー ミニ合体版 （合体ロボットアトランジャー）
- EX 　 エクスチェンジャー （合体ロボットアトランジャー）
- No.12 ビッグ・ダイエックス （Xボンバー）
- No.13 ゴッドマーズ （六神合体ゴッドマーズ）
- No.14 ダイケンゴー （宇宙魔神ダイケンゴー）
- No.15 ガイキング・ザ・グレート（ガイキング_LEGEND_OF_DAIKU-MARYU）
- ガイキング・ザ・グレート 宮沢模型限定 メッキカラー版
- No.16 レッドバロン（スーパーロボット レッドバロン）
- No.17 ブライガー（銀河旋風ブライガー）
- No.18 ゲッタードラゴン（ゲッターロボG）
- ゲッタードラゴン 限定レッドメタリックカラー版
- No.19 グレンダイザー（UFOロボ グレンダイザー）
- グレンダイザー グレンダイザーブラックカラー版
- グレンダイザー&スペイザーセット
- マリン&ドリルスペイザーセット
- No.20 鋼鉄ジーグ（鋼鉄ジーグ）
- No.21 電人ザボーガー（電人ザボーガー）
- No.22 ストロングザボーガー（電人ザボーガー）
- EX 　 ストロングザボーガー 限定ブルーバージョン
- No.23 パーンサロイド（鋼鉄ジーグ）
- No.24 ダイ・ガード（地球防衛企業ダイ・ガード）
- No.25 ポセイドン 原作カラー版（バビル2世）
- No.26 バラタック （超人戦隊バラタック ）
- No.27 レザリオン（ビデオ戦士レザリオン）
- No.28 アルベガス ニューエディション（光速電神アルベガス）
- No.29 ニャゴキング（キャッ党忍伝てやんでえ）
- No.30 ゴーダム（ゴワッパー5 ゴーダム）
- No.31 ゴーディアン（闘士ゴーディアン）
- No.32 ジャイアントロボ（ジャイアントロボ）
- EX　　GR2（ジャイアントロボ）
- EX　　カラミティ（ジャイアントロボ）
- No.33 大巨神（ヤットデタマン）
- No.34 ゲッター1（ゲッターロボ）
- EX　　プロトゲッター1（ゲッターロボ）
- ゲッター1 メタリックカラーバージョン
- No.35 Zマジンガー（マジンガーZ）
- EX　　Zマジンガー ブラックカラー版
- No.36 ゲッタードラゴン コミック版（ゲッターロボG）
- EX　　ゲッタードラゴン コミック版 メタリックカラーVer.
- N0.37 鉄人28号FX（超電動ロボ 鉄人28号FX）
- No.38 スーパーゲッター號（ゲッターロボ號）
- EX　　プロトゲッター（ゲッターロボ號）
- N0.39　ボスボロット（マジンガーZ）
- No.41 鉄人28号 リニューアル版 TYPE:S（鉄人28号）
- No.41 鉄人28号 リニューアル版 TYPE:H（鉄人28号）
- No.42 ゲッター1 コミック版（ゲッターロボ）
- No.43 ガ・キーン（マグネロボ ガ・キーン）

- ダイナマイトアクションGK!シリーズ
- No.1 ムサシ （合体ロボット ムサシ）
- No.2 Ｚマジンガー（Zマジンガー）
- No.3 ライディーン （勇者ライディーン ）
- No.4 キングダンＸ１０（マジンガーZ）
- No.5 グレートマジンガー （グレートマジンガー）
- No.6 マジンガーＺ （マジンガーZ）
- No.7 アブドラＵ６ （マジンガーZ）

- メタル・アクションシリーズ
- No.1 テスター１号機（ゼロテスター）
- No.2 ブレーンコンドル （グレートマジンガー）
- No.3 ジェットパイルダー （マジンガーZ）
- ジェットパイルダー 限定ブラックカラー版
- No.4 ダイザーシューター （UFOロボ グレンダイザー）
- No.5 カイザーパイルダー（マジンカイザー）
- カイザーパイルダー 宮沢模型限定ブラックカラー版
- No.6 ホバーパイルダー（マジンガーZ）
- EX　　 ホバーパイルダー コミック版（マジンガーZ）
- No.7 ライジンゴー（イナズマン）
- No.8 サイボーグ宙（鋼鉄ジーグ）
- No.9 ゴッドフェニックス（科学忍者隊ガッチャマン）

- ヒーローフィギュアシリーズ
- ゾーンファイター（流星人間ゾーン）
- アイアンキング（アイアンキング）

- ふるプニっ！フィギュアシリーズ

- プチぷりちぃーフィギュアシリーズ